# Varošište (Republika Serbska)
Varošište (cyr. Варошиште) – wieś w Bośni i Hercegowinie, w Republice Serbskiej, w gminie Rogatica. W 2013 roku liczyła 45 mieszkańców.